# Psylla chaenomelei
Psylla chaenomelei är en insektsart som beskrevs av Yang och Li 1984. Psylla chaenomelei ingår i släktet Psylla och familjen rundbladloppor. Inga underarter finns listade i Catalogue of Life.